# Lipoptena pacifica
Lipoptena pacifica är en tvåvingeart som beskrevs av Maa 1969. Lipoptena pacifica ingår i släktet Lipoptena och familjen lusflugor.
Artens utbredningsområde är Kalifornien. Inga underarter finns listade i Catalogue of Life.